# Ascidia ceratodes
Ascidia ceratodes is een zakpijpensoort uit de familie van de Ascidiidae. De wetenschappelijke naam van de soort is voor het eerst geldig gepubliceerd in 1912 door Huntsman.